# Wilhelm Chenu de Chalsac l’Aujardiere
Wilhelm Chenu de Chalezac, Graf l’Aujardiere, (* 1. November 1672 in Guyenne; † 30. Dezember 1731 in Magdeburg) war Abenteurer und preußischer Oberst.

## Leben
Als es im Rahmen der Hugenottenverfolgung auch in Saintonge, dem Wohnort der Familie, zu Übergriffen kam, floh er. Er ging am 22. März 1686 in Bordeaux an Bord eines Schiffes in Richtung Afrika. Piraten haben das Schiff überfallen und vor dem Kap der Guten Hoffnung musste er das Schiff mit einigen anderen Matrosen verlassen. Seine Kameraden wurden an Land von Eingeborenen getötet, er konnte entkommen und wurde von einem Xhosa-Häuptling adoptiert. Auf dem Weg zu der holländischen Siedlung am Kap wurden er und Überlebende anderer Schiffe (Stavenisse, Good Hope (1685), Bonaventura (1686)) von dem Suchschiff Centaurus gerettet. Er heuerte bei der Ost-Indischen Kompanie an und kehrte 24. Oktober 1689 nach Holland zurück, wo ihn seine Familie schon erwartete. 
Ab 1690 trat er in Brandenburgische Dienste. Am 6. Dezember 1707 wurde er Major im Regiment von Lattorf. Am 23. Januar 1710 wurde er Oberstleutnant im Regiment von Heyden. Am 30. Juli 1718 wurde Oberst im Regiment Schliewitz (Nr. 9). Am 29. Juli 1723 wurde er Amtshauptmann der Ämter Usedom, Ueckermünde, Stolpe und Verchen. Vom 10. Dezember 1728 bis zu seinem Tod 1732 war er Chef des Infanterieregiments Nr. 20.
Er ging mit seiner Mutter und seinem Bruder Jacques 1724 nach Brandenburg. Sein Bruder war dort Kapitän im Regiment des Markgrafen von Anhalt-Dessau und später Hofmarschall am Hof Sachsen-Barby.
Er schrieb seine Erlebnisse auf. Sie wurden nach seinem Tod 1748 veröffentlicht. Das Original-Manuskript befand sich bis zum Zweiten Weltkrieg in der Magdeburger Bibliothek und ist nach dem Krieg verschwunden.

## Werk
Sein Werk wurde mehrfach veröffentlicht:
- Johann Christian Klayb, Herrn Lojardiere, Reise-Beschreibung nach Afrika, von ihm selbst in französischer Sprache geschrieben und zum ersten Mahl ins Deutsche übersetzt, Frankfurt an der Oder 1748
- Richard Setzpfandt, Reuseabernteuer des Herrn Wilhelm Chenu von Chalezac, Seigneur de Laufjardiere, im Lan der Hottentotten und Kaffern, 1686-1689, Die Französische Colonie, Nr. 8 Besprechung des Werkes

Auch in neuer Zeit:
- Guillaume Chenu de Laujadiere, Relation d'un voyage a lo cote des Cafre (1686–1689), Paris 1996
- Randolph Vigne, Guillaume Chenu de Chalezac, The "french Boy": the narrative of hier experience as a huguenot refugee, as a castaway among Xhosa, his rescue with the Stavenisse survivors by the Centaurus, his service at the Cape and return to Europe, (1686–1689), Cape Town, Van Riebeck Society, 1991